# Zakrivljenost
U matematici, zakrivljenost se odnosi na brojne, u maloj meri povezane koncepte iz različitih oblasti geometrije. Intuitivno, zakrivljenost je mera odstupanja geometrijskog objekta od ravni, ili prave u slučaju linije, ali se to definiše na različite načine u zavisnosti od konteksta.
Svaka neprekidna kriva može se aproksimirati krugom određenog poluprečnika u okolini date tačke. Pretpostavimo da je kriva data u ravni. Poluprečnik kruga koji je dodiruje u tački (x, y) i ima isti prvi i drugi izvod kao i data kriva u toj tački predstavlja zakrivljenost krive.
Krenimo od jednačine kruga sa centrom u tački (p, q)
{\displaystyle \left(x-p\right)^{2}+\left(y-q\right)^{2}=r^{2}} , (1)
gde je r poluprečnik kruga.
Diferenciranjem ove jednačine dobijamo
{\displaystyle \left(x-p\right)+\left(y-q\right)y'=0} , (2)
a još jednim diferenciranjem
{\displaystyle 1+y'^{2}+\left(y-q\right)y''=0} . (3)
Iz (3) dobijamo da je
{\displaystyle y-q=-\left(1+y'^{2}\right)/y''}, (4)
a vraćanjem ovog rezultata u (2) sledi
{\displaystyle x-p=y'\left(1+y'^{2}\right)/y''}, (5).
Uvrštavanjem (4) i (5) u (1), dobijamo da je poluprečnik (krivine) kruga dat sa:
{\displaystyle r=\left(1+y'^{2}\right)^{\left(3/2\right)}/\left|y''\right|} , (6)
uz napomenu da je r uvek pozitivan.
Za sve tačke na krugu, pa tako i tačke dela krive koju krug aproksimira (dodirna tačka i beskonačno mala okolina) veza poluprečnika kruga (zakrivljenosti) i prvog i drugog izvoda krive u toj tački data je jednačinom (6).
Ukoliko pomerimo koordinatni početak u dodirnu tačku kruga i krive i još postavimo x osu da se poklopi sa tangentom krive u toj tački, prvi izvod postaje nula i jednačina poluprečnika krivine (zakrivljenosti krive) se svodi na:
{\displaystyle r=1/\left|y''\right|} .
Iz jednačina (4) i (5) mogu se za svaku tačku krive odrediti koordinate centra kruga zakrivljenosti p i q. Te tačke definišu novu krivu koja se naziva centroida.

## Literatura
-{
- Coolidge, J.L. „The Unsatisfactory Story of Curvature”. The American Mathematical Monthly. 59 (6): 375—379. Jun. - Jul., 1952. Проверите вредност парамет(а)ра за датум: |date= (помоћ)
- Curvature at the Encyclopaedia of Mathematics
- Morris Kline: Calculus: An Intuitive and Physical Approach. Dover. 1998. стр. 457–461 ,. ISBN 978-0-486-40453-0.(restricted online copy на веб-сајту Гугл књиге)
- A. Albert Klaf: Calculus Refresher. Dover. 1956. стр. 151–168 ,. ISBN 978-0-486-20370-6.(restricted online copy на веб-сајту Гугл књиге)
- James Casey: Exploring Curvature. 1996. ISBN 978-3-528-06475-4.. Vieweg+Teubner Verlag. .

}-